# Вітрилів
Вітрилів (пол. Witryłów) — село в Польщі в гміні Дидня Березівського повіту в Підкарпатському воєводстві. Село розміщене на лівому березі Сяну при усті потоку Вітрилівка. Населення — 482 особи (2011).

## Назва
У 1977-1981 рр. в ході кампанії ліквідації українських назв село називалося Вєтжна (пол. Wietrzna).

## Розташування
Розташоване приблизно за 7 км на південний схід від адміністративного центру ґміни села Дидня, за 17 км на північний схід від повітового центру Березова і за 46 км на південь від воєводського центру Ряшева.

## Історія
Село знаходиться на заході Надсяння, де внаслідок примусового закриття церков у 1593 р. українське населення зазнало латинізації та полонізації.
У 1794 році власником Вітрилова був Аполінарій Дидинський, а в І половині XIX сторіччя — Анна Богуш (з Сеньківських). В 1845 році маєток успадкував Ґраціан Богуш. В 1846 році маєток купив Міхал Фальковський. Наступними власниками були його сини Мельхіор і Станіслав. У 1885 році від Аделі Фальковської-Козловської маєток отримав Ян Козловський. У 1906 році придбав маєток Францішек Тшцінський гербу Равіч, у нього купили в 1920 році брати Францішек Ксаверій Дверницький і Кароль Віцентій Дверницький. У 1944 році в результаті земельної реформи маєток перейшов у власність держави.
На 1880 р. в селі було 98 будинків і 641 мешканець (396 римокатоликів, 239 грекокатоликів і 16 юдеїв).
На 1936 р. в селі проживало 250 грекокатоликів, українське населення мало церкву Архангела Михаїла парафії Кінське Динівського деканату Апостольської адміністрації Лемківщини. Метричні книги велися від 1784 р. Село належало до Березівського повіту Львівського воєводства.
На 01.01.1939 у селі було 1060 жителів (250 польськомовних українців, 780 поляків і 30 євреїв).
У 1975—1998 роках село належало до Кросненського воєводства.

## Демографія
Демографічна структура станом на 31 березня 2011 року:
|          | Загалом | Допрацездатний вік | Працездатний вік | Постпрацездатний вік |
| -------- | ------- | ------------------ | ---------------- | -------------------- |
| Чоловіки | 249     | 55                 | 163              | 31                   |
| Жінки    | 233     | 52                 | 125              | 56                   |
| Разом    | 482     | 107                | 288              | 87                   |

## Пам'ятки
- Дерев'яна грекокатолицька церква Архангела Михаїла з 1812 року (нині — філіальний костел парафії в Кінському).
- Рештки маєтку 1828 року з пивницею, каштаново-модриновою алеєю і кількома старими дубами.